# Saneberg

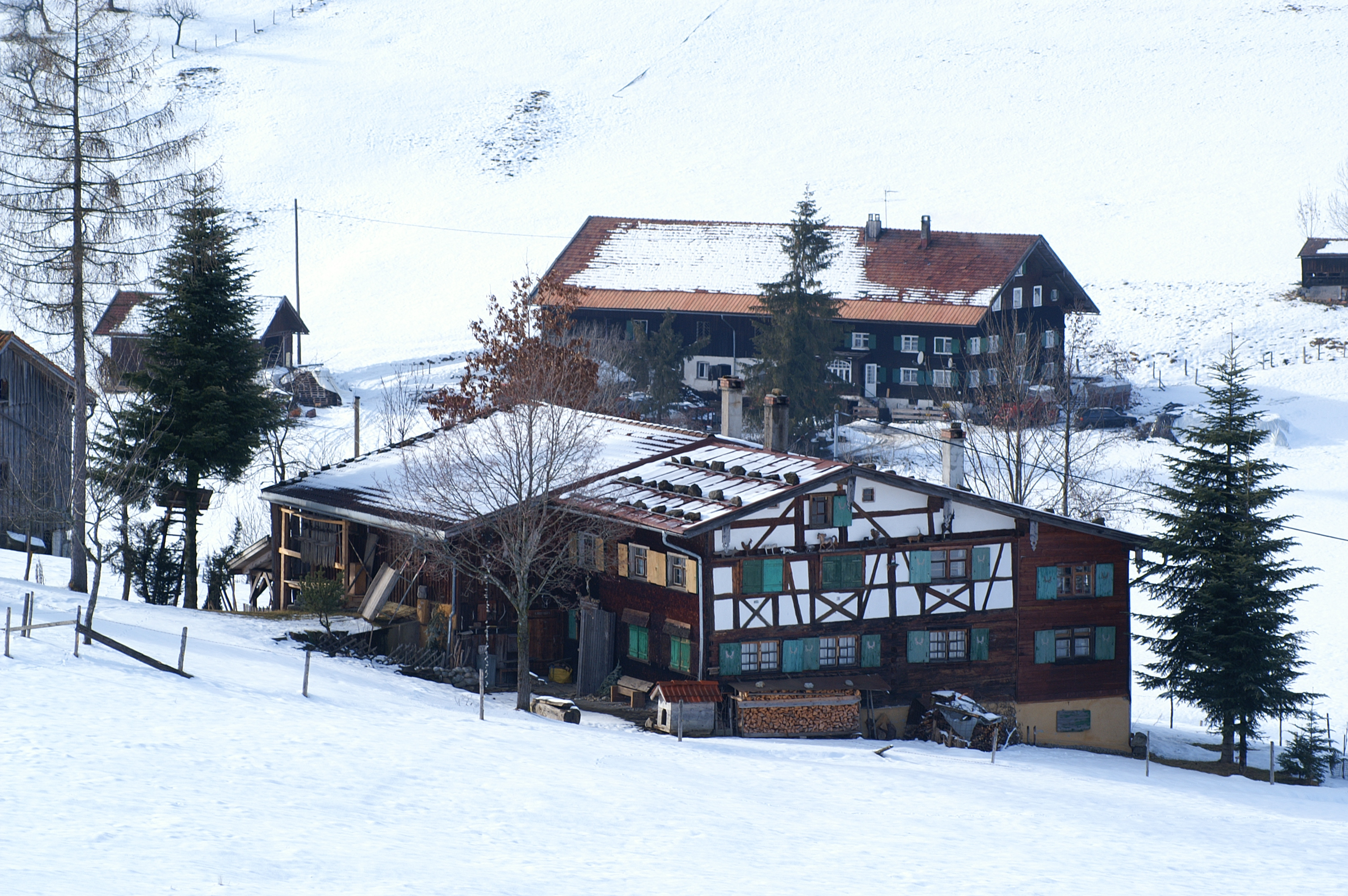
Baudenkmal Saneberg 8 (Vordergrund)

Saneberg (allgäuerisch: Sanəbərg, uf Sanəbərg nüf) ist ein Gemeindeteil der Marktgemeinde Oberstaufen im bayerisch-schwäbischen Landkreis Oberallgäu.

## Geographie
Der Weiler liegt circa 1,5 Kilometer nordwestlich des Hauptorts Oberstaufen.

## Ortsname
Der Ortsname setzt sich aus dem Familiennamen Sanne sowie dem Grundwort -berg zusammen und bedeutet (Siedlung bei der) Anhöhe des Sanne.

## Geschichte
Saneberg wurde erstmals im Jahr 1451 mit fünf rotenfelsischen Eigenleuten ze Sannenberg urkundlich erwähnt. Im Jahr 1808 wurden acht Wohngebäude im Ort gezählt. 1863 wurde die heutige Kapelle im Ort errichtet. Im Jahr 1972 wurde der Ort aus der Gemeinde Stiefenhofen in den Markt Oberstaufen umgemeindet.

## Baudenkmäler
Siehe: Liste der Baudenkmäler in Saneberg